# Zoologická zahrada Zlín
Zoo Zlín (oficiálně ZOO a zámek Zlín-Lešná) je zoologická zahrada vzdálená asi 9 km od centra Zlína. Jedná se o příspěvkovou organizaci, jejímž zřizovatelem je statutární město Zlín. 
Zoo Zlín společně se zámkem Lešná tvoří jedinečný celek s neopakovatelnou atmosférou. Zaujme rozdělením areálu podle jednotlivých kontinentů (Afrika, Asie, Austrálie, Amerika), rozlehlými přírodními výběhy, průchozími expozicemi a voliérami, romantickým zámkem Lešná i krásným parkovým prostředím. Zážitek z návštěvy umocní také velké množství etnografických předmětů, soch a uměleckých děl. Zoo Zlín postupně proměňuje celý areál. Trendem už není tradiční koncept zoo, kde lidé obklopují zvířata, ale atraktivní přírodní biopark, kde jsou lidé obklopeni zvířaty. Plně to platí pro Karibuni, novou africkou oblast o rozloze 24 ha, jejíž dominantou je chov slonů afrických. V rámci světových zoo se jedná o jedno z nejlepších a nejmodernějších zařízení pro chov afrických slonů.
Zoo Zlín chová přes 200 druhů zvířat, z nichž mezi atraktivní patří např. ptáci kivi (český unikát), sloni afričtí, vydry obrovské, kapybary nebo nosorožci. Zvláštností zoo je velký počet průchozích expozic a voliér, mezi nimiž vyčnívá Gora Ark, nejdelší voliéra v českých zoo, kterou obývá 6 druhů afrických supů, hadilovi písaři a další afričtí ptáci. Jedinečná Zátoka rejnoků nemá v Evropě obdoby, rejnoky druhu siba ománská si návštěvníci mohou pohladit a také nakrmit. V areálu je k vidění i velký počet rostlinných druhů, k návštěvě láká také největší japonská zahrada v České republice pojmenovaná Mu-Shin.

## Historie

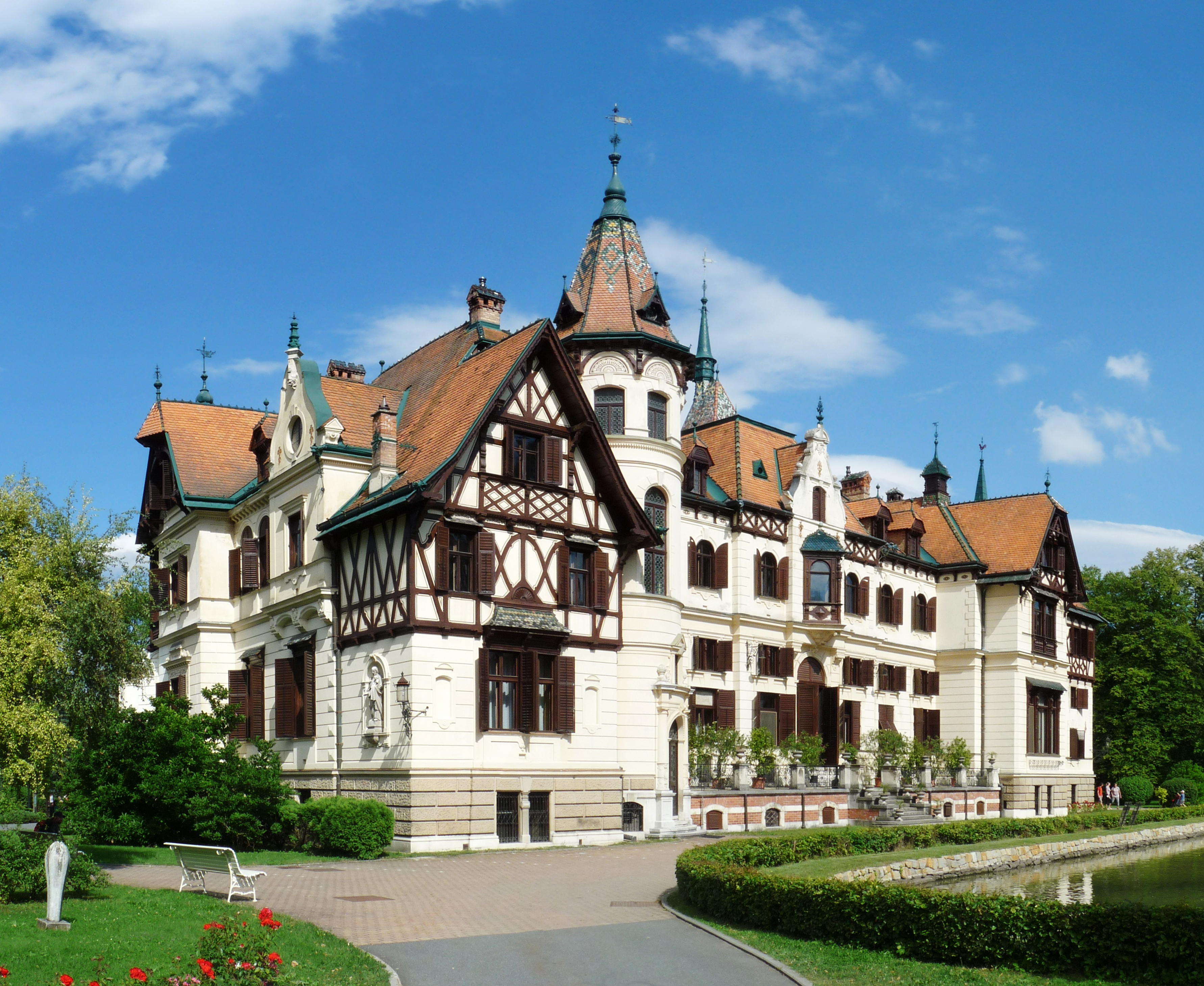
Zámek Lešná nacházející se v areálu zoo

Už v roce 1804 začal hrabě Josef Jan ze Seilernu s chovem bažantů na návrší zvaném Leschna, kde stával od roku 1810 původní zámek. Nový zámek byl dokončen v roce 1894, kdy byl již na místě zaveden chov koní.[zdroj?]
Základy dnešní Zoo Zlín položil hrabě Josef Karel Seilern z rodu Seilern-Aspangů. Tento významný ornitolog a cestovatel na Lešné nejdříve vybudoval přírodopisné muzeum. V něm postupně shromáždil mimo jiné sbírku 25 000 palearktických ptáků, 42 000 ptačích vajec a 10 000 kolibříků. Důležitější ovšem bylo, že na přelomu dvacátých a třicátých let dvacátého století zavedl chov prvních oborních a exotických zvířat. V areálu dnešní zoo se tehdy pohybovali jeleni, drobné antilopy, jeřábi, běžci emu. Ve velkém vytápěném skleníku volně poletovali exotičtí ptáci. Rozvoj soukromé zoo ukončila smrt hraběte a následující válečné události. V roce 1945 pak došlo k zestátnění zámeckého areálu.
Pro veřejnost byla zoo oficiálně otevřena v roce 1948. Začaly se budovat první expozice pro zvířata a postupně se zvyšoval i počet druhů. Skutečnou zoo se stala v roce 1953 na základě výnosu Ministerstva zemědělství. V té době měla v kolekci asi 300 zvířat, mezi nimi třeba klokany, lamy nebo velbloudy. Roční návštěvnost se pohybovala kolem 34.000 osob.
Budování počáteční zoo probíhalo především drobnými dobrovolnými stavebními akcemi bez větších finančních možností. První skutečné pavilony se objevily až na začátku 60. let, a to přestavbou historických budov. Pavilon šelem vznikl z původní hraběcí jízdárny. V jeho prostorách našli útočiště lvi, tygři a medvědi. Na počátku 70. let byl ze zámecké prádelny vybudován pavilon opic. Návštěvníci zde mohli poprvé obdivovat třeba šimpanzy, kočkodany nebo guerézy.
Pavilon šelem a opic se staly na dlouhou dobu posledními velkými stavbami. Do budoucna se to ukázalo jako velké plus, protože areál si stále uchovával své přírodní kouzlo. V 80. letech pařila k nejatraktivnějším zvířatům dvojice ledních medvědů – Péťa a Polárka. Jejich expozice se nacházela na místě dnešních tučňáků.
Pavilon lachtanů a ledních medvědů se stal v roce 1988 první velkou expozicí v historii zlínské zoo, která vznikla na „zelené louce“. V jeho zázemí byla vybudována centrální kuchyně sloužící k přípravě potravy pro zvířata. Paradoxně se výstavbou této expozice symbolicky uzavřela doba, v níž byla Lešná vnímána spíše jako zoopark než jako zoo. 
Proměna ve skutečně moderní zoologickou zahradu se naplno rozběhla počátkem 90. let minulého století. Celý areál zoo byl rozčleněn podle jednotlivých kontinentů, zastaralé výběhy a malé expozice se zrušily a postupně vznikly nové, prostorné přírodní expozice s více druhy chovaných zvířat. Tak začala nová etapa Zoo Zlín.

## Činnost

### Zoo Zlín včíslech
Od roku 2022 roční návštěvnost přesahuje 750 000 osob. Po pražské zoo je tak zlínská zoo druhou nejnavštěvovanější z 15 zahrad v ČR, dlouhodobě patří mezi desítku nejvyhledávanějších turistických míst v České republice. O provoz se stará téměř 90 zaměstnanců. Dosavadní rekordní návštěvnost byla zaznamenána v roce 2022, kdy do zahrady zavítalo 798 514 návštěvníků. 
Zoo Zlín patří mezi ekonomicky nejúspěšnější zoologické zahrady. Pro zajištění provozu v roce 2023 potřebovala 215 milionů Kč. Vlastními příjmy (vstupné, prodej suvenýrů, zážitkové programy, příměstské tábory, e-shop, pronájmy, prodej krmení) dokázala pokrýt 91 % nákladů.  Uvedená ekonomická soběstačnost podle metodiky Unie českých a slovenských zoo (vlastní příjmy zoo včetně sponzorských darů) je nejvyšší v rámci českých a slovenských zoologických zahrad a naprosto výjimečná i při srovnání se světovými zoo.
Zoologická zahrada Zlín se rozkládá na 74 ha expozičních ploch rozdělených podle světadílů a chová více než 230 druhů zvířat (více než 1 500 jedinců). Zoo Zlín se kromě moderních pavilonů a rozlehlých přírodních expozic může pochlubit i bohatou botanickou kolekcí. V celém areálu roste více než 1 100 druhů rostlin a bylin. V málokteré evropské zoo lze najít tak výrazné propojení expozic zvířat a rostlinné výsadby.[zdroj?]

### Členství vorganizacích
Zoologická zahrada Zlín je členem Světové asociace zoologických zahrad a akvárií, Unie českých a slovenských zoologických zahrad a Evropské asociace zoologických zahrad a akvárií. Mezinárodní asociace zoopedagogů (International Association of Zoo Educators) a Mezinárodního informačního systému druhů chovaných v zoo (International Species Information System). Zoo také spolupracuje s koordinátory Evropských chovných programů ohrožených druhů (European Endangered Species Breeding Programmes, EEP) a vedoucími evropských i mezinárodních plemenných knih.

### Vzdělávání
Popisky zvířat v areálu jsou barevně rozlišené podle světadílů. Vzdělávací panely pak obsahují další poznatky, které s oblastmi souvisí, a to například o známých českých cestovatelích, domorodých obyvatelích a jejich životě a kultuře nebo o rostlinných společenstvech.

### Ochranářské projekty
Zoo Zlín se nevěnuje jen chovu zvířat a vzdělávání veřejnosti, ale rovněž podporuje projekty na ochranu zvířat ve volné přírodě. K tomuto účelu byla v roce 2018 otevřena sbírka 4NATURE, do které mohou návštěvníci přispívat formou interaktivního fundraisingu. Volbou vstupného 4NATURE jsou 3 Kč (v roce 2024) věnovány na ochranářské projekty ve volné přírodě, v nichž se zoo angažuje. Jedná se např. o zpětné vypouštění supů bělohlavých v Bulharsku, projekt VULPRO na ochranu supů v Jihoafrické republice, projekt RETITI na ochranu slonů afrických v Keni. K dalším významným projektů patří ochrana kriticky ohrožené saoly v jižním Laosu, ochrana pižmovky bělokřídlé na Sumatře a ochrana outloňů na Sumatře v rámci projektu KUKANG.

### Zámek Lešná
V areálu zoologické zahrady se nachází zámek Lešná postavený v letech 1887–1894 podle návrhů architektů Johanna Micka a Viktora Siedka. Jde o zámek postavený v historizujícím stylu, který obsahuje jedinečné sbírky uměleckých předmětů, stříbra, obrazů, porcelánu a trofejí a dokumentuje vysokou úroveň bydlení na šlechtickém sídle koncem 19. století. Zámek je přístupný od dubna do konce října, prohlídka 11 historických sálů zabere zhruba 50 minut.

## Expozice
Zoo Zlín je unikátně rozdělena podle jednotlivých světadílů: Afrika, Asie, Austrálie a Amerika. Poslední část tvoří okolí zámku Lešná.

### Afrika
- Sloni afričtí - chovné zařízení v Karibuni Ve zlínské zoo návštěvníci uvidí kompletní sloní stádo - samice Kali (narozena 1995), Zolu (1996) a Ulu (1997), první africké slůně  České republiky samečka pojmenovaného Zyqarri (2021) a samce Jacka (1993). K dispozici mají rozlehlý tříhektarový travnatý výběh, jehož součástí je i přírodní jezírko, a vnitřní ustájení, které patří mezi tři největší zařízení svého druhu na světě. Nové chovné zařízení pro slony africké vzniklo v rámci projektu Karibuni. Jde o průlomovou vizi, jakým směrem se má ubírat chov zvířat v lidské péči. Představí faunu afrického kontinentu, dominantní část bude patřit právě slonům africkým. Důležitým prvkem Karibuni budou také dva kempy s unikátním ubytováním pro 200 osob a stylová restaurace pro 360 osob.
- Pavilon afrických kopytníků – moderní pavilon, který připomíná velkou africkou chýši, byl dokončen v roce 1998. Je unikátní nejen svým vzhledem, ale i koncepcí. Stal se společným domovem pro zástupce savan černého kontinentu – žirafy Rothschildovy, pštrosy dvouprsté, prase savanové, kudu velké. V roce 2024 pavilon doplnila terária, ve který můžete obdivovat krajtu královskou, ještěrkovce velkého, želvy pardálí a mohutné africké žáby hrabatky drsné.
- Etiopie – ústřední prvek části Afrika, oblast Etiopie byla vybudována ve dvou etapách v letech 2010 a 2012. První část tvoří expozice paviánů dželada, na jejích výběh navazuje i expozice želv pardálích a největší síťová ptačí voliéra v ČR nazvaná „OMO“ s nesyty africkými a zejozoby africkými. Dominantou druhé části se stal výběh pro surikaty, nicméně i další expozice představily atraktivní  zvířata – hyeny skvrnité, antilopy bongo horské, zakrslou formu afrického skotu zebu a domorodou ovci somálskou. Nechyběli ani zástupci afrických druhů ptáků ve voliéře „Senkele“ našli domov zoborožci kaferští, krkavci bělokrcí a supi chocholatí. Další voliéru obývají největší africké sovy výři bělaví. Obě etiopské expozice zvířat spojila do jednoho celku domorodá vesnice. Tvoří ji sestava osmi originálních chýší vyrobených přímo domorodci z etiopského kmene Konso doplněná velkým počtem etnografických předmětů.
- Expozice afrických antilop a nosorožců – rozlehlý výběh naproti pavilonu slonů představuje vedle nosorožců tuponosých také vodušky abok.
- Expozice lvů – v sousedství antilop a nosorožců se nachází výběh lvů konžských.
- Expozice plameňáků růžových a ostrov lemurů kata – velká sladkovodní laguna, prostorný ostrůvek a domorodé stavení ukrývající moderní vnitřní zázemí jsou domovem pro početnou skupinu plameňáků malých. Od roku 2014 osídlují v hlavní sezóně vnitřní ostrůvek lemuři kata.
- Gora Ark – nová expozice otevřená v srpnu 2023 se stala domovem dvou desítek supů a dalších druhů afrických ptáků. Voliéru obývá 5 druhů afrických supů – supi Rüppellovi, supi bělohlaví, supi chocholatí, supi mrchožraví a supi kapucíni. Kromě supů voliéru obývají taky hadilovi písaři, špačci rudokřídlí, zoborožci hrubozobý nebo různé druhy turak. Součástí expozice je také vzdělávací centrum, příjemné posezení a zajímavé průhledy do celé voliéry. Několikrát týdně navíc mohou návštěvníci usednou do velkého amfiteátru a sledovat supy při krmení.
- Expozice damanů a želv – nachází se v těsné blízkosti voliéry Gora Ark. Zde jsou k vidění damani kapský s želvami ostruhatými, společnými obyvateli jejich expozice jsou také perličky supí, papoušci kapští, turakové bělobřiší, zoborožci hvízdaví. Nová voliéra vznikla taky pro orly korunkaté, jejich původní voliéra se stala novým domovem pro zoborožce kaferské.

### Asie
- Hala-Bala – expozice s tajuplným názvem Hala-Bala se stala v roce 2013 útočištěm tapírů čabrakových a gibonů stříbrných. Protože původní společná ubikace pro tapíry a gibony již byla zastaralá a nevyhovovala chovatelským nároků, zoo se pustila do její rozsáhlé opravy. Nově tak celý prostor bude od dubna 2025 patřit už jen gibonům. Pro gibony zde vznikne komfortní rozlehlá vnitřní vytápěná ubikace, která návštěvníkům nově umožní je pozorovat i v zimním období. Giboni budou mít k dispozici i ostrůvek uprostřed přilehlého jezírka se stožáry s lany a provazovými žebříky. Jezírko obývají také  pelikáni bílí. Tapíři čabrakoví našli dočasně nový domov v bývalém pavilonu slonů, zoo pro ně připravuje novou ubikaci, která vznikne v bezprostřední blízkosti japonské zahrady Mu-Shin.

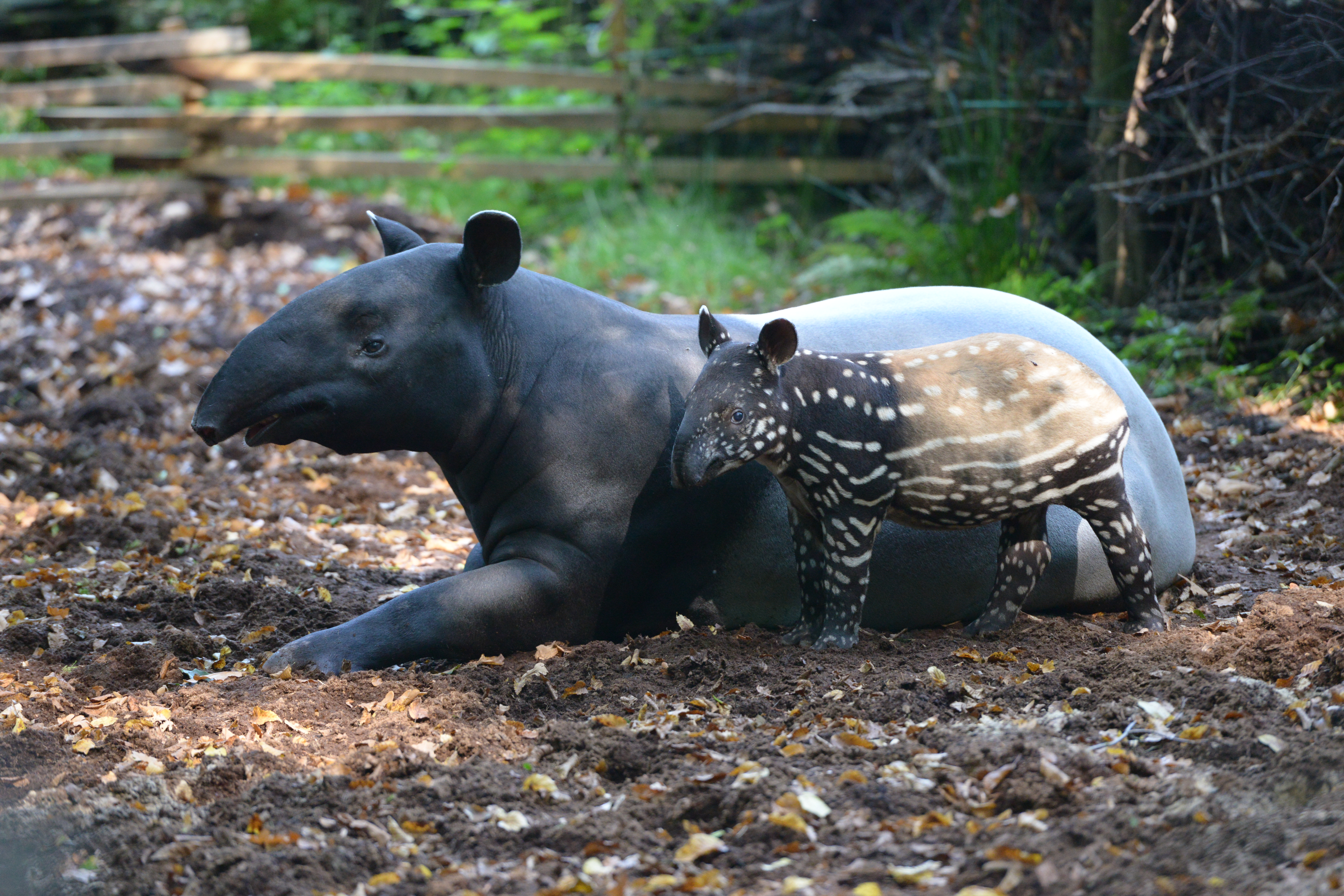
Tapír čabrakový s mládětem

- Japonská zahrada Mu-Shin – japonská zahrada Mu-Shin je největší japonskou zahradou v ČR – vznikla na ploše více než 2000 m2. A co se vlastně skrývá za názvem Mu-Shin? Doslovný překlad znamená „bez myšlenky“ či „mimo mysl“. První návštěvníci do ní zavítali v roce 2014. V blízkosti se nachází expozice jeřábů černokrkých.
- Kerala – vznikla proměnou původní asijské voliéry a rozšířením výběhu medvědů pyskatých, které Zoo chová od roku 2015. Pojmenována je podle svazového státu v jižní Indii. Zvířata zde mají nadstandardní chovatelské podmínky a maximální prostor. V rozlehlé voliéře, jsou k vidění zástupci mokřadních druhů asijských ptáků, např. vzácně chované marabu indomalajské, nesyty bílé a nesyty indomalajské, pelikány skrvnozobé, husovce strakaté nebo pižmovky bělokřídlé. Pro medvědy pyskaté zde vznikl odpočinkový brloh, který je propojen se stávajícím výběhem a který umožní medvědy pozorovat i během zimního období.
- Pandy červené – přírodní výběh pand červených napodobuje podmínky předhůří Himálají byl dokončen v roce 2011. Dominantními prvky jsou mohutné vápencové kameny. V blízkosti se nachází tematický koutek věnovaný buddhismu s modlitebními mlýnky, praporky a sochou buddhy.
- Tygří pahorek – výběh tygrů ussurijských, otevřený v roce 2001. Na vyhlídce u výběhu tygrů se nachází menší expozice s veverkami šedobřichými.
- Gauři – v jednom z nejprostornějších výběhů celé zoo našli útočiště od roku 2020 největší zástupci skupiny divokých turů, gauři indičtí. Zvířata pocházejí z indického Zoo Mysore. Poprvé po 60 letech se do Evropy podařilo dovést tento druh přímo z jeho domoviny.

### Austrálie
- Psi novoguinejští – expozice psů novoguinejských, které Zoo Zlín chová jako jedna z mála zoo v Evropě, otevřená 2012.
- Kasuáři – expozice kasuárů přilbových.
- Stezka běžce emu – průchozí expozice klokanů rudokrkých a emu hnědých, otevřená 2003.
- Pelikáni australští – Přírodní nádrž půlkruhovitého tvaru, jehož hladinu rozviřují malé vodní gejzíry, představuje pelikány australské. Na jaře 2020 byla tato část významně upravena tak, aby jí návštěvníci mohli procházet a ptáky pozorovat zblízka.
- Voliéra flétňáků australských.
- Voliéra dvojzoborožců nosorožčích.
- Kivi a kea – expozice otevřená v roku 2017 pro vzácný druh kivi hnědý, kterého mimo Zoo Zlín chová jen sedm evropských zoologických zahrad, papoušky nestory kea.
- Ovčírna – kontaktní expozice ovcí domácích a koz domácích.

### Amerika
- Guayanas –   Expozice Guayanas nahradila v roce 2018 původní část nazvanou Amazonie. Hlavním důvodem bylo poskytnout zvířatům větší prostor a navíc postupně rozšířit kolekci chovaných druhů zvířat. Průchozí voliéra se zvětšila zhruba o třetinu, je stále průchozí a z bezprostřední blízkosti lze pozorovat hned několik druhů exotických ptáků. Například ary arakangy, ary hyacintové, ary rudobřiché, ary vojenské, hoka pospolité nebo čáje obojkové. V dalších expozicích jsou vidět kotulové veverovití a mravenečníci čtyřprstí. V letním období obývají prostorné jezero v Guayanas i kapybary. V roce 2020 pak byla otevřena expozice pro chápany vlnaté.Chápan vlnatý

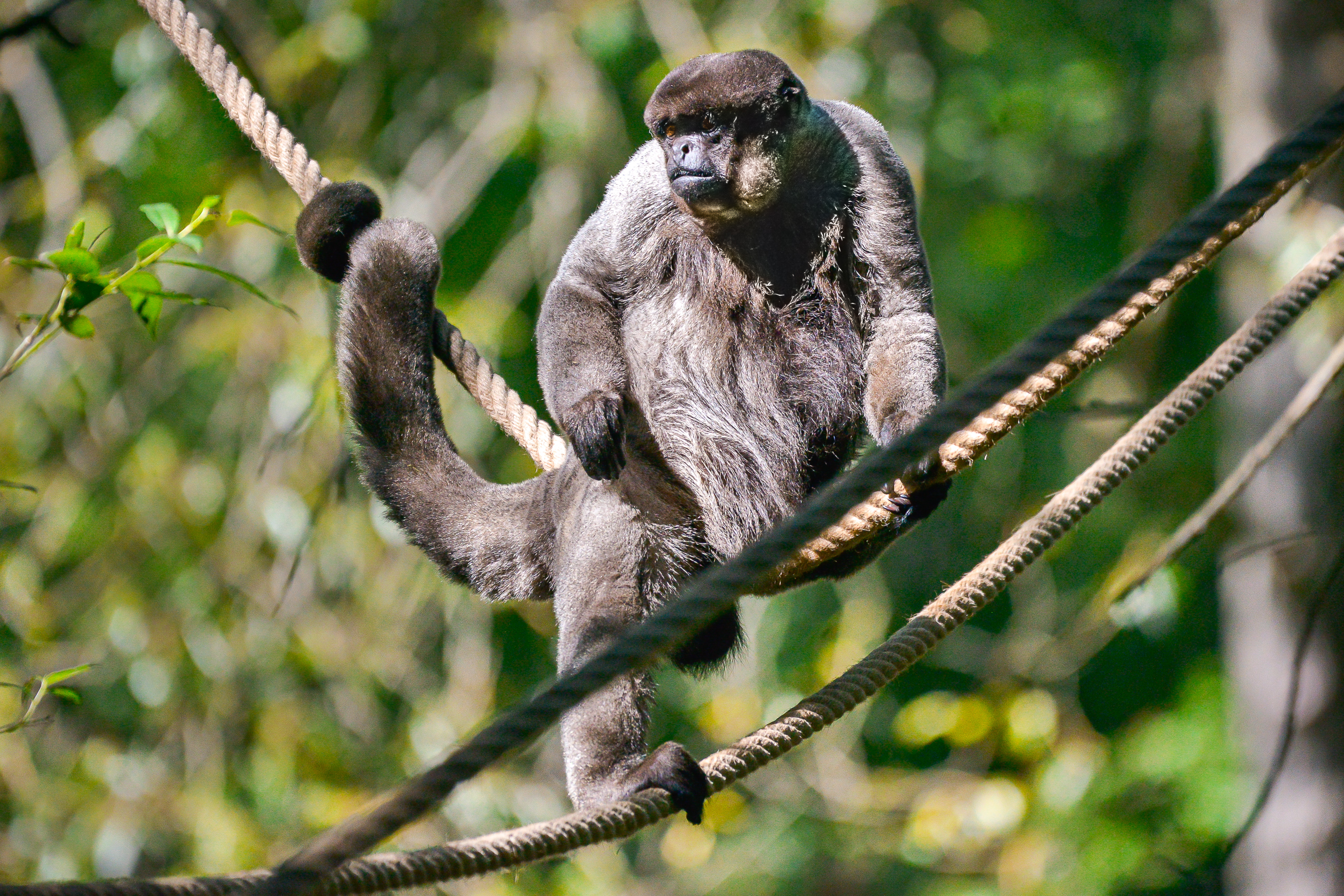
Chápan vlnatý

- Výběh vikuň a nandu Darwinových – společný výběh obývá zástupce běžců nandu darwinův společne s lamami vikuňami.
- Jihoameričtí savci a voliéra ibisů – Menší výběhy pod tropickou halou obývají nezaměnitelné druhy savců. Potkat zde lze robustního obyvatele Amazonie tapíra jihoamerického, bizarní mravenečníky velké, oblíbené kapybary a tamaríny pestré. Oživením této části je voliéra pro vzácné čáje bělolící. Své místo zde má i prostorná síťová voliéra, kde návštěvníci uvidí ibisy rudé, ibisy šedokřídlé a kolpíky růžové.
- Tropická hala Yucatan – tropická hala otevřená roku 2006 představuje bohatost a pestrost středoamerického deštného pralesa. Svůj domov tu našlo více než 20 druhů zvířat a 170 druhů rostlin. Kromě fauny a flóry hala nabídla i setkání s dávnou civilizací Mayů, která se na Yucatánském poloostrově rozvíjela a vzkvétala před více než tisícem let. Z návštěvnicky atraktivních druhů jsou zde zastoupeni vydry obrovské, chvostani bělolící, lenochodi dvouprstí, trubači agami, kotingy tříbarvé, vlhovci a slunatci nádherní. Nacházejí se tu také menší akvarijní a terarijní expozice které obývají želvy pralesní, dracény krokodýlovité, baziliškové, matamaty.
- Lachtani – expozice lachtanů hřivnatých byla vybudována v roce 2000. Kromě bazénu, kde je možné sledovat lachtany pod vodou, je její součástí i amfiteátr pro návštěvníky.
- Jaguar Trek – novou expozici jaguárů amerických tvoří rozlehlý venkovní výběh a chovatelské zázemí. Součástí venkovního výběhu, který kryje speciální ocelová síť, je také jezírko, jaguáry je tak možné obdivovat při koupání a potápění. Celý komplex pro jaguáry se rozkládá na ploše více než 2 000 m², je tak největší v rámci celé Evropy. V okolí se nachází menší travnaté výběhy které obývají mary stepní. Sousední nová voliéra se stala domovem pro ary vojenské a kondoři andští, které Zoo Zlín chová poprvé ve své historii..

### Okolí zámku
- Zámek Lešná
- Zátoka rejnoků –  pavilon otevřený v roce 2014 svým pojetím a rozlohou nemá v celé Evropě obdoby. Mořské rejnoky druhu siba ománská totiž lze v prostorném bazénu nejen vidět, ale je možné si je pohladit a dokonce i nakrmit. To z této expozice činí jednu z nejvyhledávanější v celé České republice. Kromě bazénu s rejnoky je v pavilonů umístěno několik menších akvárií s mořskými rybami (klauni, bodloci, klipky) a bezobratlými živočichy (krevety, sasanky, ježovky). Terárium v blízkosti akvárií obývají vzácně chovaní varani Reisingerovi, želvy ploskohlavé a želvy podlouhlé a krab poustevník. V roce 2024 Zátoku rejnoků doplnila nová terária, lidé zde uvidí např. mohutné africké žáby hrabatky drsné nebo australské krajty zelené a kýlnaté. Posledně jmenované patří mezi velmi vzácně chované krajty, ve volné přírodě byly objeveny teprve v roce 1981.
- Pobřeží tučňáků – celá expozice tučňáků Humboldtových prošla v roce 2015 výraznou proměnou, aby co nejvíce připomínala skalnaté pobřeží Peru a Chile v Jižní Americe, které je jejich domovinou. Dva propojené bazény, přírodní vzhled, členitý prostor, různé dutiny a pukliny v kamenném obložení expozice poskytují tučňákům ideální podmínky. Zdejší tučňáci mají jedno naprosté specifikum. Jsou to jediní středoevropští tučňáci, kteří sem tam plavou ve slané vodě. V nedaleké Zátoce rejnoků pravidelně jednou za 14 dní se mění část mořské vody. A přesně tato voda putuje k tučňákům do bazénu. V těsné blízkosti tučňáků můžete v prostorných výbězích obdivovat dvojzoborožce indické, dvozoborožce přilbové, bažanty preláty, v létě pak i želvy mohutné.
- Zámecká voliéra – v těsné blízkosti zámku lze od dubna do října pozorovat nesyty bílé, kteří v současné době patří k nejohroženějším ptačím druhům na světe. Společnost nesytům dělají jeřábi panenští.
- Zámecký rybník – už desítky let nabízí zámecký rybník pohled na elegantní dlouhonohé plameňáky. V současné době je jediným zde chovaným druhem plameňák růžový. O vodní plochu se ovšem plameňáci dělí s nejrůznějšími druhy potápivých i plovavých kachen.
- Aligátoři – letní expozice pro aligátory otevřená v roce 2019. Vznikla přebudováním historické zámecké nádrže. Aligátoři jsou zde k vidění od června do začátku září.
- Velbloudi – bývalý výběh koní obývají od roku 2020 velbloudi dvouhrbí.
- Expozice hyenek hřivnatých – patří mezi velmi vzácné druhy, které mohou návštěvníci obdivovat v zoologických zahradách. Podle dostupných informací je na celém světě chovají pouze 4 zoo. V Evropě se to týká jen Zoo Zlín a Safari Parku Dvůr Králové.

## Galerie

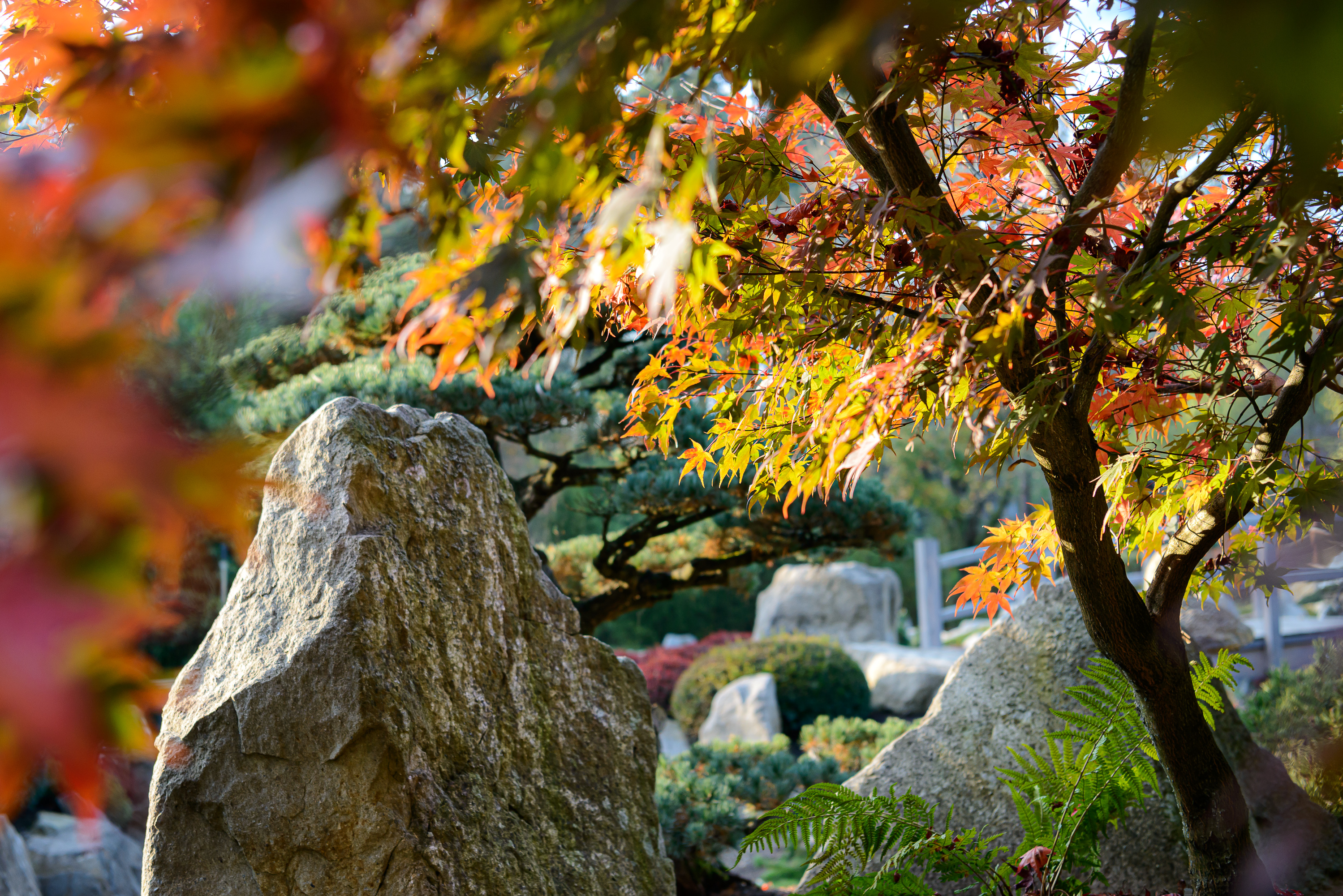
Japonská zahrada Mu-Shin
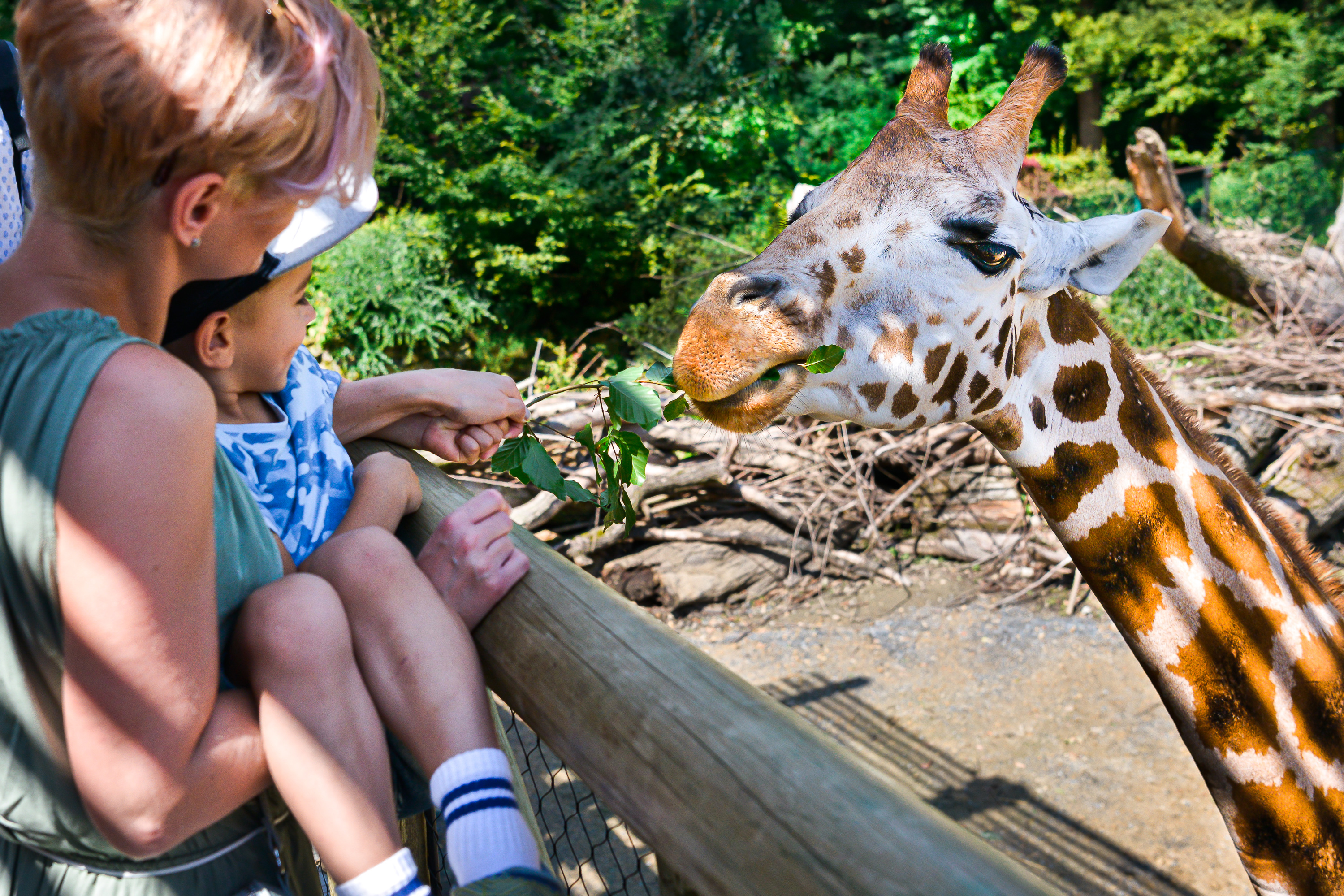
Krmení žiraf
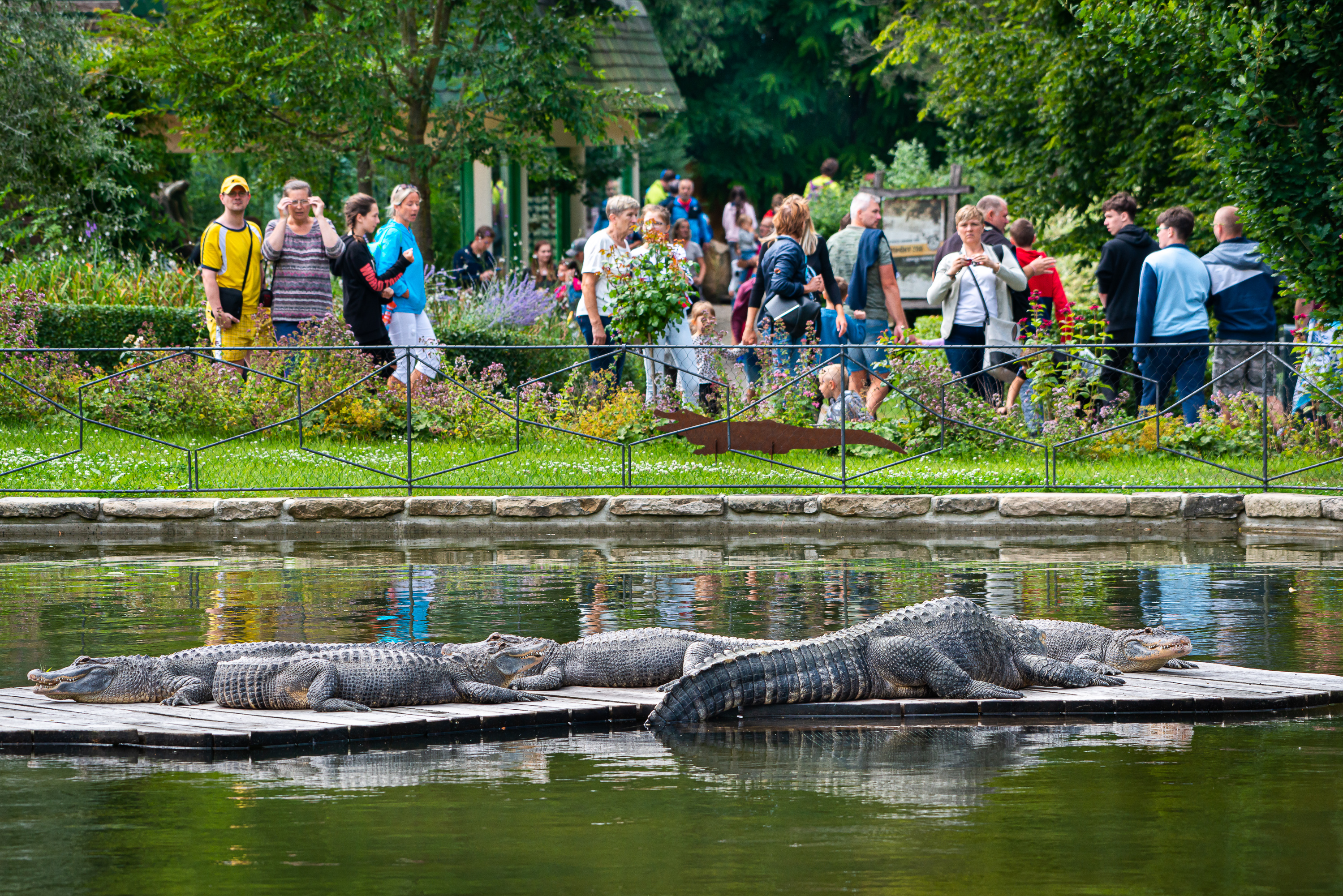
Letní expozice aligátorů
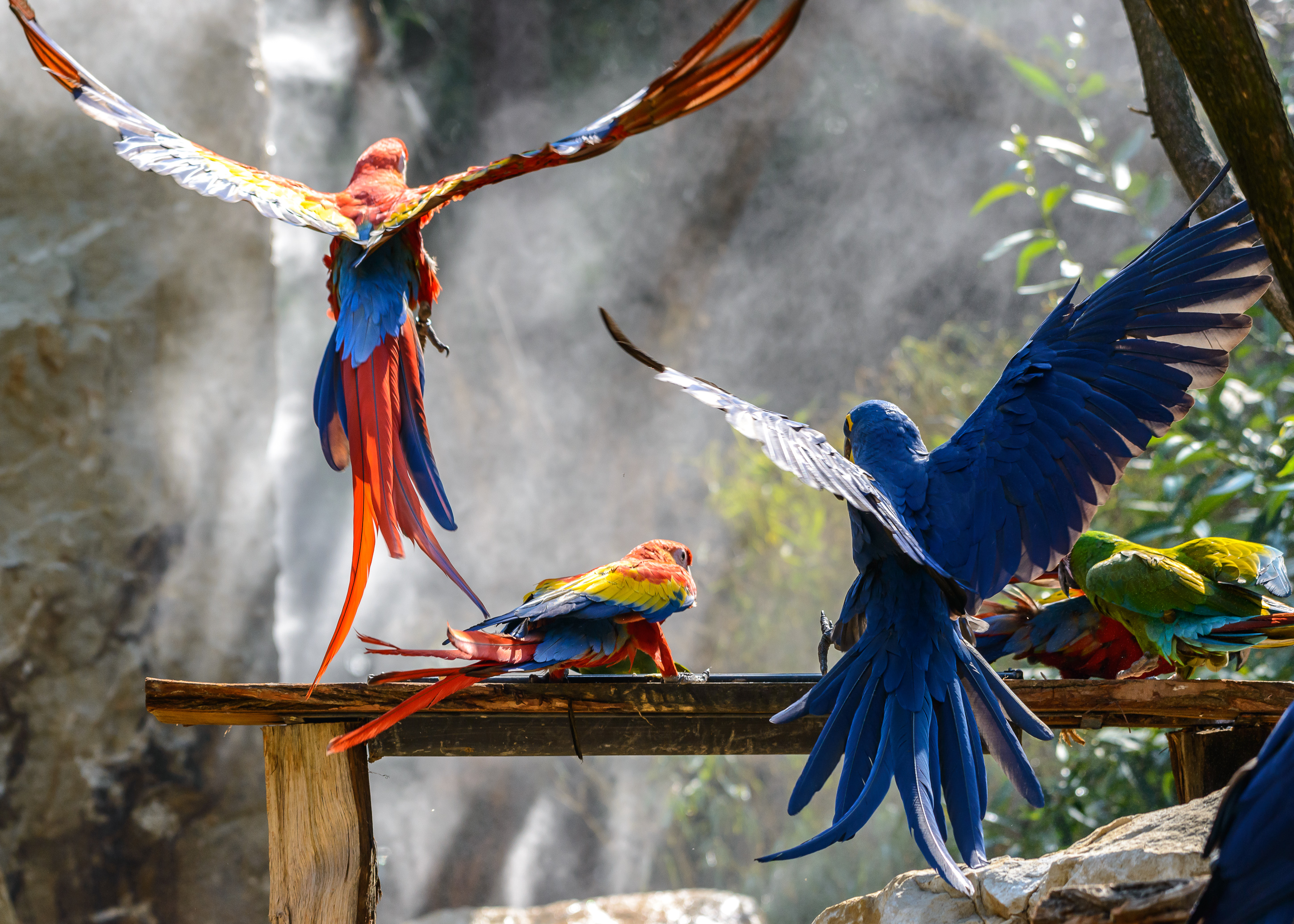
Průchozí papoušků ara
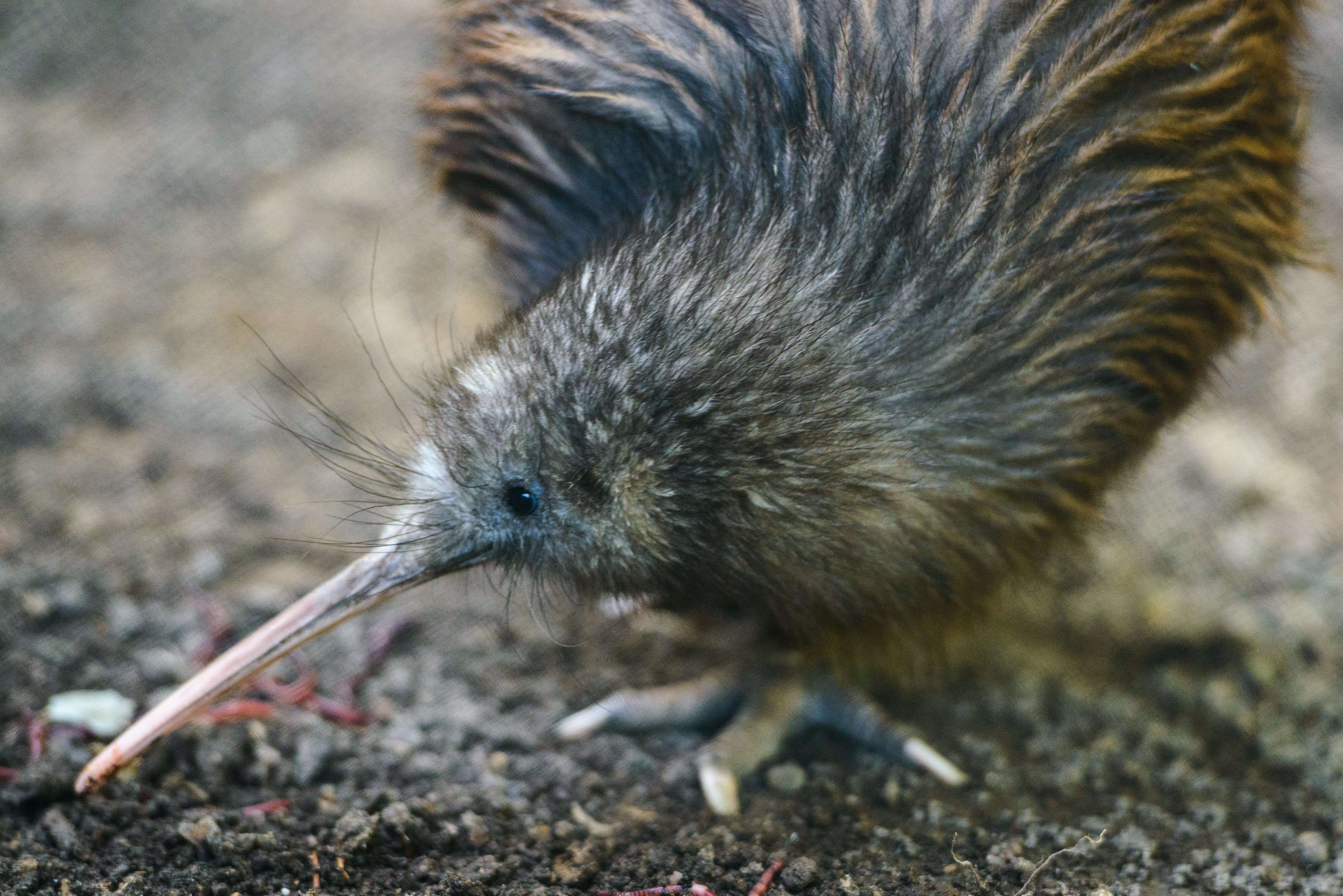
Kivi hnědý
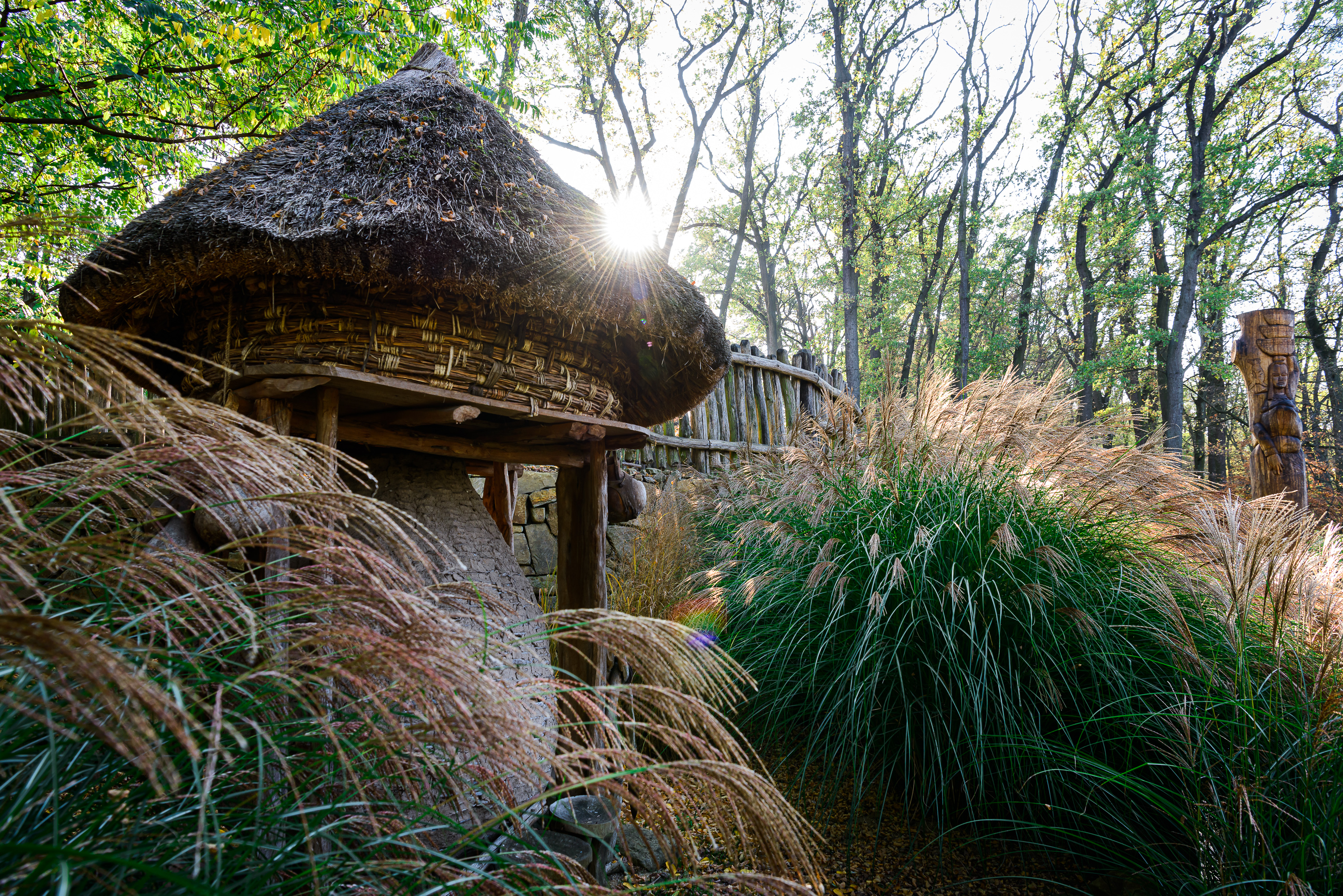
Etiopská vesnice Konso
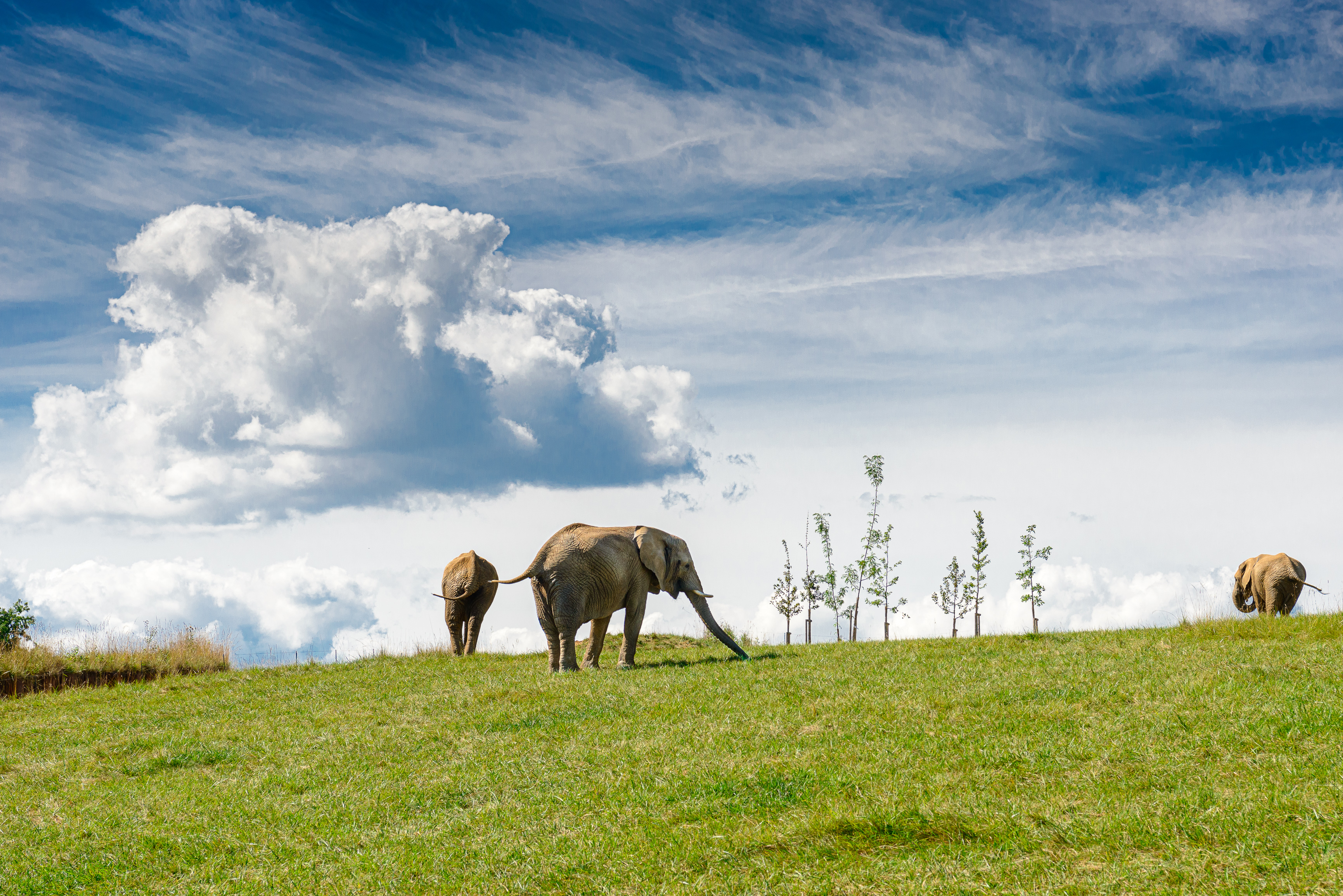
Výběh slonů afrických
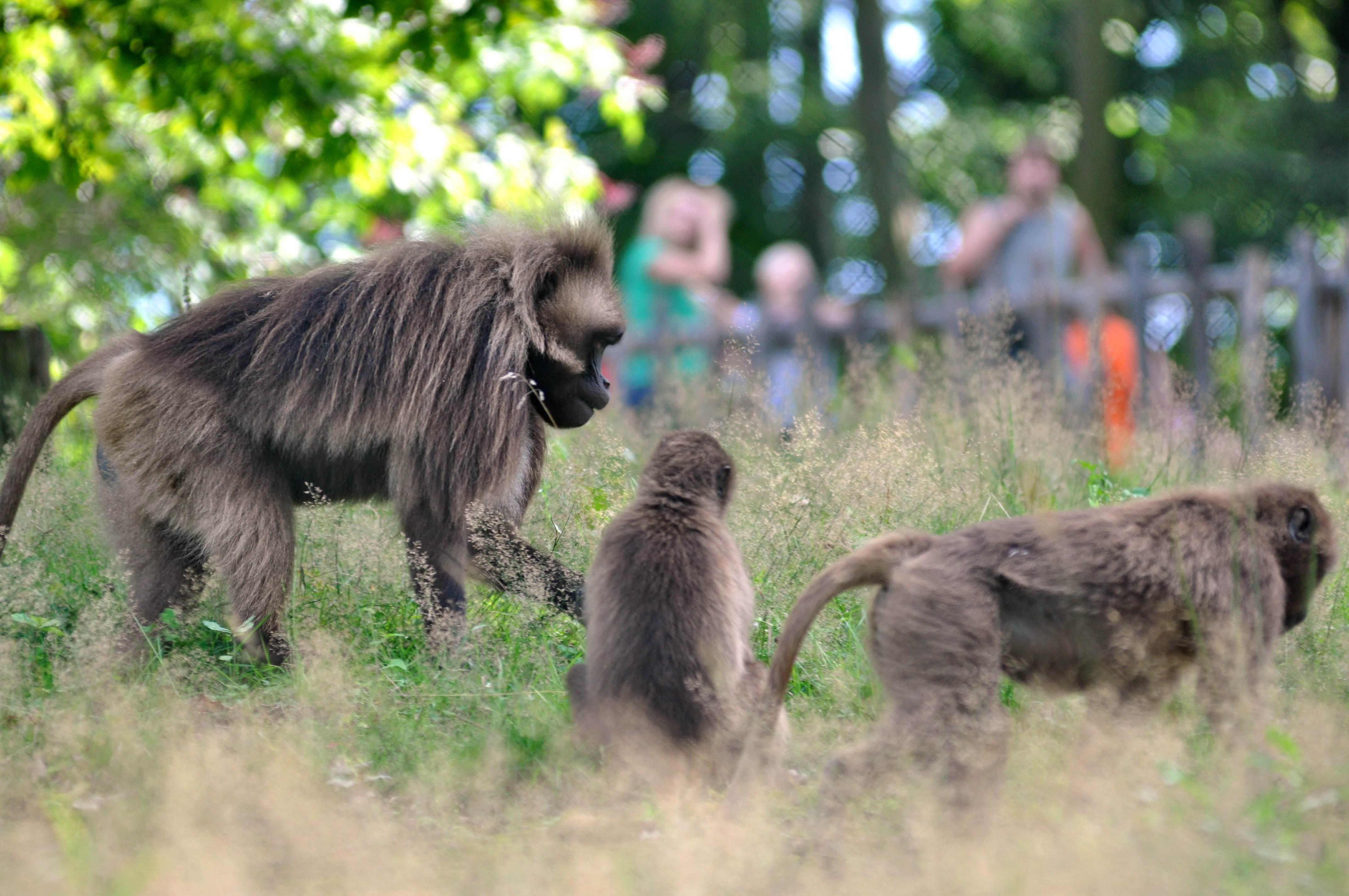
Dželada hnědá
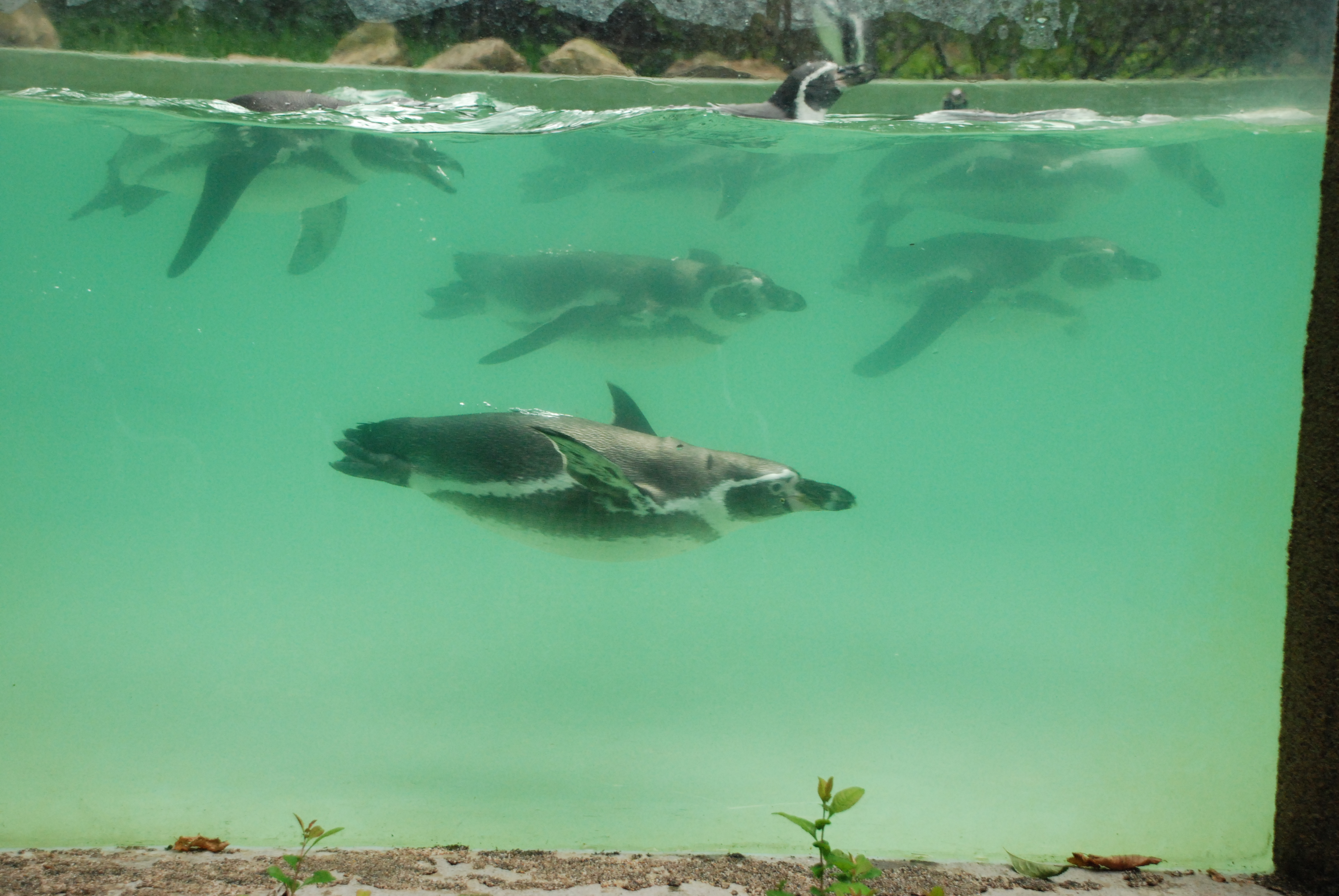
Expozice tučňáků
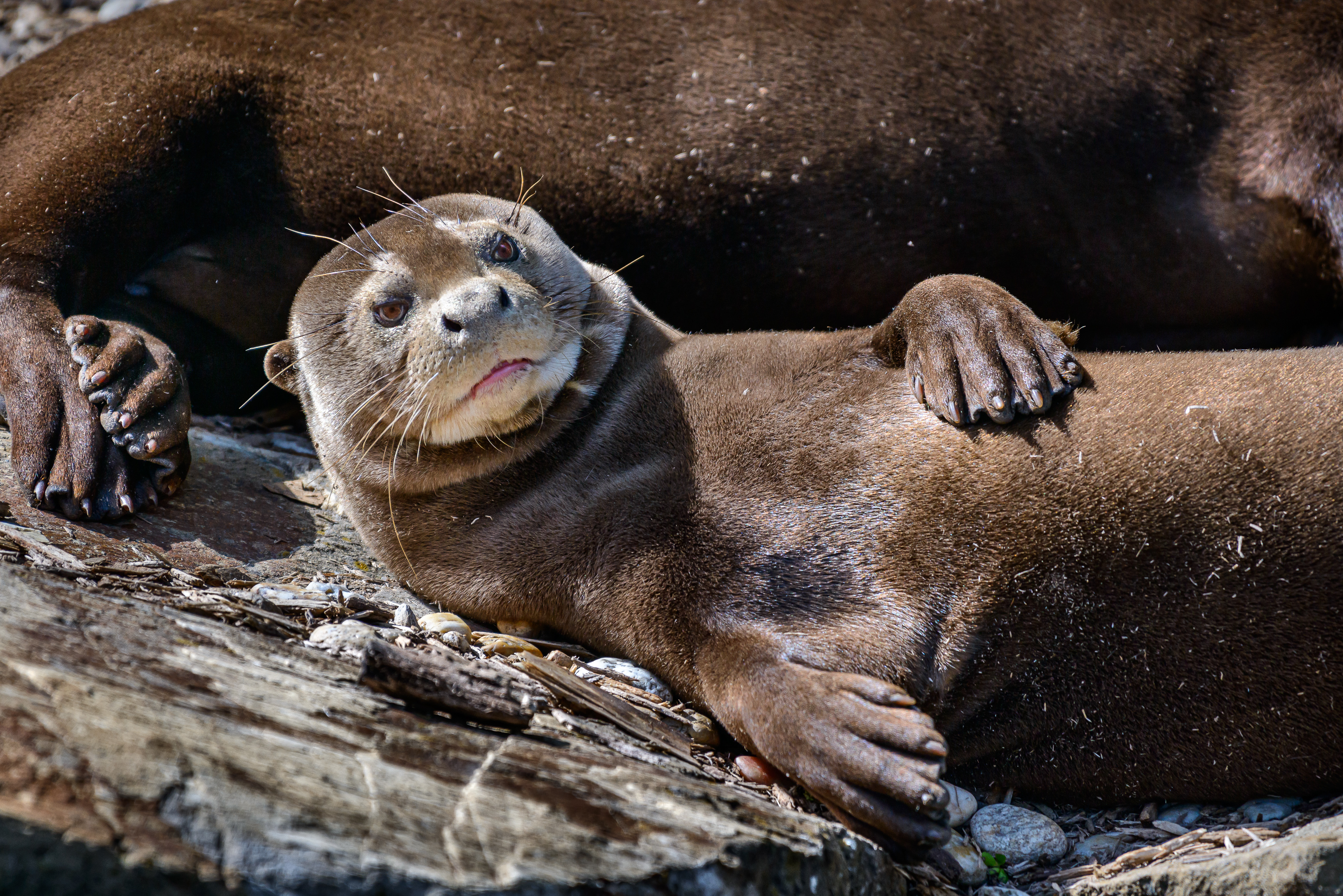
Vydra obrovská
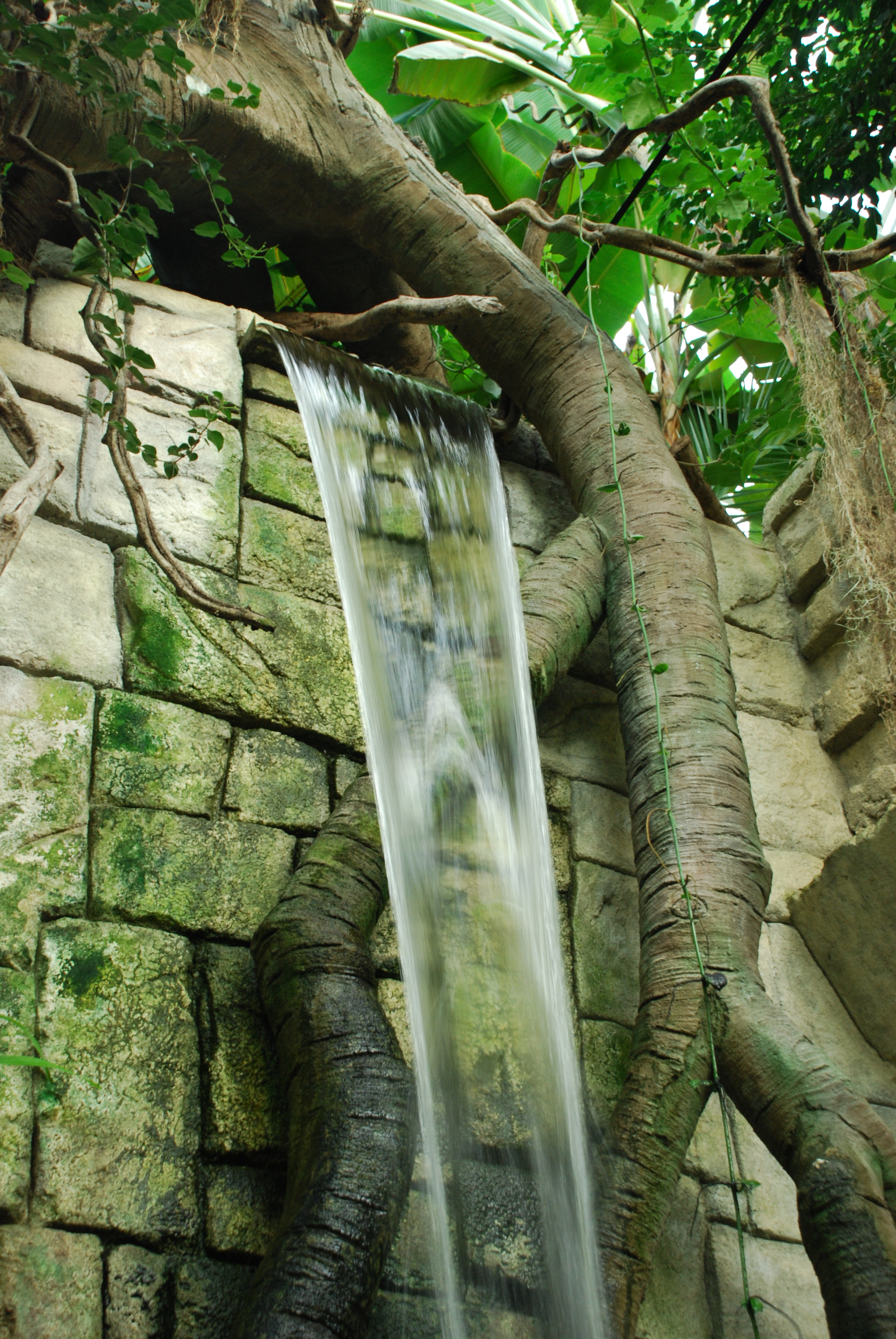
Tropická hala Yucatan
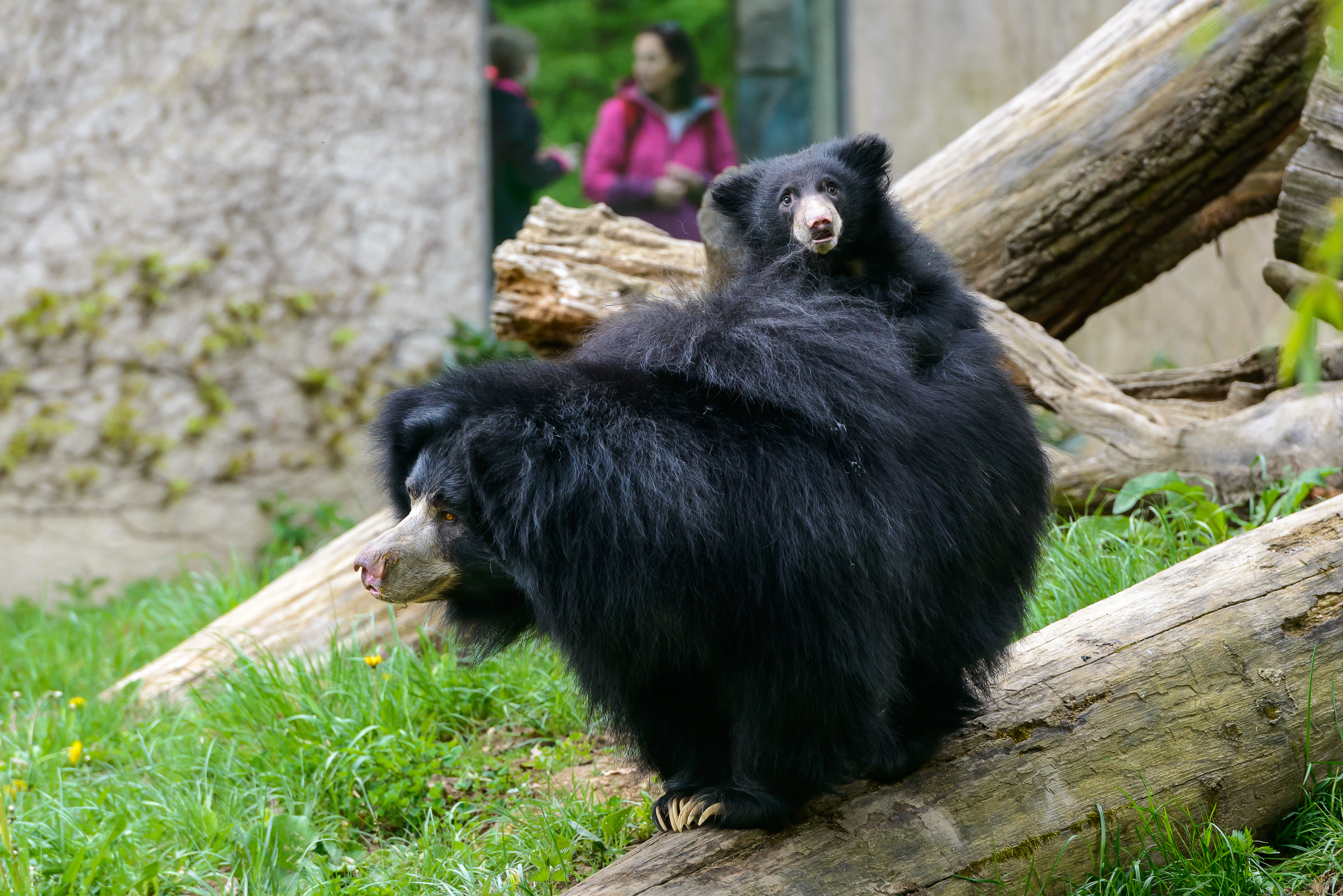
Medvěd pyskatý s mládětem